# Bá quốc Hessen
Phong địa bá quốc Hessen (tiếng Đức: Landgrafschaft Hessen) là một bá quốc của Đế chế La Mã Thần thánh. Nó tồn tại như một tiểu quốc từ năm 1264 đến năm 1567, cho đến khi lãnh địa Hessen được phân chia cho các con của Philip I, Phong địa bá tước của Hesse. Con trai cả của ông là William IV thừa kế nửa phía Bắc của lãnh thổ và thủ đô đặt tại Kassel, tạo lập ra Bá quốc Hessen-Kassel. Những người con trai khác đã nhận được các phần lãnh địa còn lại và tạo ra Bá quốc Hessen-Marburg, Bá quốc Hessen-Rheinfels và Bá quốc Hessen-Darmstadt.

## Lịch sử
Vào đầu thời Trung cổ, lãnh thổ Hessengau, được đặt theo tên của các bộ lạc Chatti, hình thành nên phần phía Bắc của Công quốc Franconia gốc Đức, cùng với Lahngau liền kề. Sau sự tuyệt tự dòng nam của công tước gia tộc Konrad, các bá quốc Rhenish Franconia dần dần được Bá tước Louis I của Thuringia  và những người kế vị của ông mua lại.
Sau cái chết của Phong địa bá tước Heinrich Raspe năm 1247, không để lại người kế vị nam giới, Chiến tranh Kế vị Thuringia đã nổ ra. Sophie của Thuringia, Công tước phu nhân của Brabant đã giành được lãnh thổ Hesse cho con trai Heinrich của bà. Năm 1264, ông trở thành Phong địa bá tước đầu tiên của Hesse và là người sáng lập ra Nhà Hessen. Những lãnh thổ còn lại của Phong địa bá quốc Thuringia rơi vào tay của Nhà Wettin dưới quyền sở hữu của Heinrich III xứ Meissen. Heinrich I xứ Hessen được vua Adolf, Vua của La Mã Đức nâng lên địa vị Thân vương (Fürst) vào năm 1292.